# トーカイ
株式会社トーカイ（英: TOKAI Corp.）は、岐阜県岐阜市に本社を置くリネンサプライなどの事業を行う企業。

## 事業
- リースキン
- アクアクララ
- 寝具・リネンサプライ
- フードサプライ
- 介護
- ビルメンテナンス
- 調剤薬局（完全子会社の「たんぽぽ薬局」）

## 沿革
- 1955年（昭和30年） - 東海綿業株式会社を設立。
- 1975年（昭和50年） - 現社名に変更。
- 1988年（昭和63年）12月23日 - 名古屋証券取引所2部に上場。
- 2010年（平成22年）3月19日 - 東京証券取引所2部に上場。
- 2011年（平成23年）
  - 3月22日 - 東京証券取引所1部へ指定替え。
  - 5月23日 - 名古屋証券取引所上場廃止。
- 2012年（平成24年）4月1日 - 四国トーカイのシルバー事業を移管。

## 所在地
- 本社 - 岐阜県岐阜市
- 羽島本部、羽島工場 - 岐阜県羽島市
- 羽島インター工場 - 岐阜県羽島市
- 三重工場 - 三重県松阪市
- 長野工場 - 長野県飯田市
- 横浜工場 - 神奈川県横浜市緑区

## 主なリースキンフランチャイズ加盟社
- 株式会社光生舎 - 北海道札幌市東区（本社）、西区（リースキン事業本部）
- 北海リースキン株式会社 - 北海道札幌市白石区
- みちのくキャンティーン株式会社 - 岩手県紫波郡矢巾町、国際興業グループ（みちのくコカ・コーラボトリング株式会社の関連会社）
- 株式会社蔵王サプライズ - 山形県山形市
- 株式会社同仁社 - 福島県福島市（本社）、伊達市（リースキン事業本部）
- 株式会社セシオ - 埼玉県さいたま市大宮区
- 神星リース株式会社 - 埼玉県新座市
- 東急リネンサプライ株式会社 - 東京都品川区、東急グループ（株式会社東急ホテルズの子会社）
- 株式会社玉川繊維工業所 - 東京都世田谷区、株式会社玉川ホールディングス（事業持株会社）の子会社
- 株式会社日本ドライ - 東京都荒川区
- 株式会社リースキン西東京 - 東京都八王子市
- 中越クリーンサービス株式会社 - 新潟県新潟市中央区
- 株式会社リースキン千代田 - 石川県能美市
- 十字屋リース株式会社 - 長野県松本市
- 株式会社ヤマシタ - 静岡県静岡市駿河区（本社）、島田市（ダストコントロール事業本部）
- 光田屋株式会社 - 愛知県新城市
- 綿久リネン株式会社 - 京都府綴喜郡井手町、ワタキューグループ（ワタキューセイモア株式会社の子会社）
- ナニワ商事株式会社 - 大阪府東大阪市
- 新関西衣料サービス株式会社 - 兵庫県加古郡稲美町
- 水野商事株式会社 - 鳥取県鳥取市
- 西日本リネンサプライ株式会社 - 広島県安芸郡海田町、東洋観光グループ
  - 社会人野球チームの「リースキン広島」→「リースキン」（現「伯和ビクトリーズ」）はこれに由来する。
- 日本リースキン株式会社 - 香川県高松市、四国トーカイの子会社だったが同社の買収により同社創業家の河野家に譲渡
- 株式会社九州たまがわ - 長崎県東彼杵郡東彼杵町、株式会社玉川ホールディングス（事業持株会社）の子会社
- 西日本リースキン株式会社 - 宮崎県都城市
- 南日本リースキン株式会社 - 鹿児島県鹿児島市
- 大丸実業有限会社 - 鹿児島県鹿屋市、大丸建設株式会社の子会社
- 株式会社丸忠 - 沖縄県浦添市

## スポンサー活動について
- 1975年（昭和50年）頃に関西テレビ発フジテレビ（FNS）系全国ネットの水曜夜10時枠の番組スポンサーとなって以来「リースキン」で名前が浸透して行った。（前半がロート製薬一社提供で後半が複数社提供の形式でのスポンサーセールス。）
- 「三枝の愛ラブ!爆笑クリニック」の後半枠複数社提供の途中（1994年（平成6年）頃?）で降板し、「NNNニュースプラス1」（日本テレビ系平日夕方のニュースワイド）に提供枠を移した。（OSGコーポレーションも同時期に「三枝の愛ラブ!爆笑クリニック」の提供を降板し、こちらに移った。）
- その後、「THE・サンデー」へ提供枠を移すも数年後に降板。過去には、「追跡」（月曜日）と「ドラえもん」（2013年6月～8月と2014年6月～8月と2015年1月、6月～8月まで、過去には当番組の特番にも提供）が番組スポンサーについていた。現在はスポットCMを中心に宣伝展開している。
- 広島県のテレビ新広島では「笑っていいとも!」の火曜日前半のローカルセールス枠で西日本リネンサプライがリースキン名義でスポンサーについている。